# سلطنت اجوران
سلطنت اَجوران (سومالیایی: Dawladdii Ajuuraan)؛ امپراتوری سومالیایی در سده‌های میانه بود بر بازرگانی اقیانوس هند تسلط داشت. رهبران اجوران جزئی از سلطان‌های مسلمان سومالیایی بودند که در آن دوره بر بخش بزرگی از شاخ آفریقا فرمانروایی می‌کردند.
با دولت متمرکز و خشونت نظامی زیاد علیه مهاجمان، سلطنت اجوران توانست در برابر حمله ارومو از غرب و تهاجم پرتغالی‌ها از شرق ایستادگی کند. در دوره اجوران مسیرهای تجاری قدیمی سومالی احیا و تقویت شد، و کشتی‌های بازرگانی از بسیاری ممالک خاورمیانه، آسیا، اروپا و شمال و شرق آفریقا راهی این نواحی شدند.
سلطنت اجوران میراث معماری گسترده‌ای از خود به جا گذاشته‌است. در این دوره کاخ‌ها و دژهای متعددی ساخته شد به طوری که بسیاری از ویرانه‌های استحکامات قدیمی که امروزه در جنوب سومالی دیده می‌شود مربوط به دوره سلطنت اجوران است. این ویرانه‌ها شامل گورهای ستونی، گورستان‌ها و بازمانده شهرهای قدیمی می‌شود. حکومت اجوران ماهیتی دین‌سالار داشت و به این خاطر بسیاری از مردم بخش جنوبی شاخ آفریقا در دوره آنها مسلمان شدند. خاندان سلطنتی اجوران یعنی خاندان گارن، موفق شد با جنگاوری، بازرگانی و تشکیل ائتلاف با دیگر گروه‌ها، سلطه خود را استحکام بخشیده و قلمرو خود را گسترش دهد.
در سده سیزدهم میلادی امپراتوری اجوران با ایجاد شبکه سازه‌های آبیاری، منابع آبی رودهای شبیلی و جوبا را به انحصار خود درآورد و یک امپراتوری آب‌چیره شد. بسیاری از چاه‌های سنگ آهک و آب‌انبارهایی که در آن دوره ساخته شد همچنان مورد استفاده مردم منطقه است. حاکمان اجوران نظام جدیدی برای کشاورزی و گرفتن خراج ترتیب دادند که تا قرن نوزدهم در شاخ آفریقا رایج بود. به خاطره شیوه حکومتی خودکامانه و ظالمانه حاکمان دوره آخر اجوران شورش‌های متعددی در این سلطنت سر برآورد و در اواخر سده هفدهم، سلطنت اجوران به چند مملکت و قلمرو کوچکتر تقسیم شد که اصلی‌ترین آنها سلطنت گِلِدی بود.

## مهاجرت مسلمانان

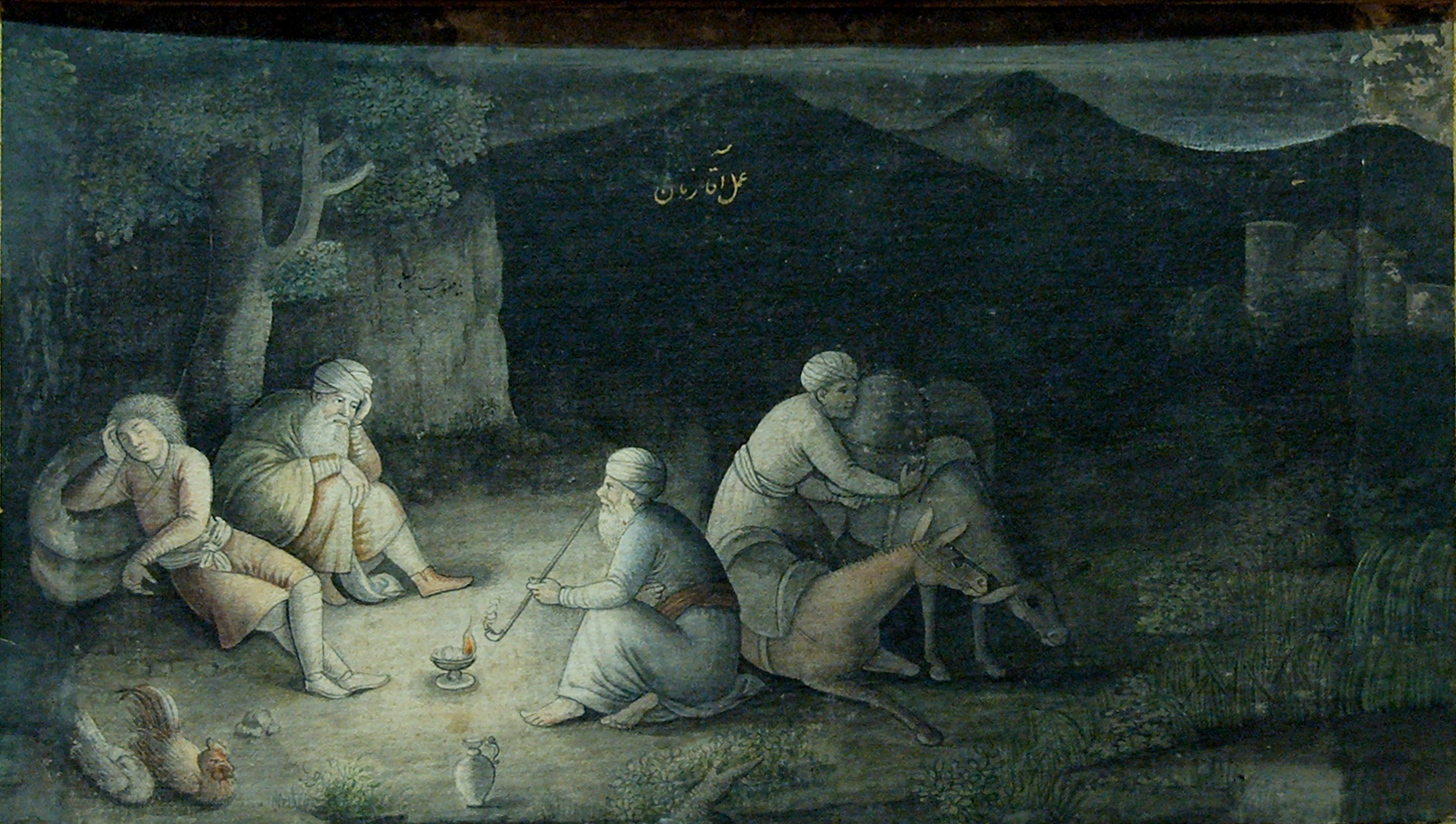
بسیاری از ایرانیان و عرب‌ها قلمروی اجوران را به عنوان اقامتگاه خود برگزیدند.

در اواخر سده‌های ۱۵ و ۱۷ میلادی خانواده‌های مسلمان زیادی از شبه جزیره عربستان، ایران، هند و اسپانیا به سلطان‌نشین اجوران مهاجرت کردند. اکثریت آنها در نواحی ساحلی مستقر شدند. گروه‌های از آنها به دلیل بی‌ثباتی و ناآرامی در کشورهای خود به سلطنت اجوران آمدند و برخی دیگر نیز به دلایل تجاری و مذهبی به این حدود رسیدند.
حضرمی‌ها از گروه‌هایی بودند که به خاطر ناآرامی‌های یمن به اجوران آمدند و تفتیش عقاید اسپانیایی نیز گروه‌هایی از مسلمانان اسپانیا را راهی اجوران کرد.
مهاجران ایرانی بیشتر از شهر شیراز بودند. برخی نام‌های این منطقه و نواحی جنوبی‌تر که ریشه فارسی دارند مانند موگادیشو (در اصل: مقعد شاه = اقامتگاه شاه)، بنادر (جمع عربی از بندر فارسی) و زنگبار (ساحل زنگیان) یادگار این مهاجرت‌هاست.
به واسطه سنت‌های نیرومند و آموزش‌های مذهبی خود، جامعه مهاجران جدید مسلمان از وجهه بالایی در میانه سومالیایی‌ها و طبقه حاکمه منطقه برخوردار بودند.